# 茹仙·阿巴斯
茹仙·阿巴斯（維吾爾語：روشەن ئابباس‎，拉丁维文：Roshen Abbas，1967年6月14日—），美籍维吾尔裔政治活动人士。她是非营利组织维吾尔运动的创始人，现为世界维吾尔代表大会执行委员会主席。

## 生平
茹仙·阿巴斯出生于新疆乌鲁木齐市，1984年至1988年间就读于新疆大学生物学系。在校期间，她组织领导了学生民主示威活动。1989年，她前往美国华盛顿州立大学留学，获植物病理学硕士学位。她于1993年参与发起成立了维吾尔海外学生与学者联合会（Uyghur
Overseas Student and Scholars Association）。1995年成为美国公民。1998年维吾尔裔美国人协会成立后，她连任两届副主席。她还曾担任自由亚洲电台维吾尔记者。
九一一事件爆发后，美国国防部在关塔那摩湾先后拘押了22名维吾尔人。茹仙为这些维吾尔人担任翻译，并帮助他们最终安置到其他国家。2017年，她在华盛顿特区创办了非营利组织维吾尔运动，并担任执行董事。2024年10月，她当选世界维吾尔代表大会执行委员会主席。

## 家庭
茹仙的父亲阿巴斯·包尔汉是一位生物学者、科学作家，曾任新疆维吾尔自治区科学技术协会主席。
她的姐姐古丽仙·阿巴斯（Gulshan Abbas）是一位医生，2018年在乌鲁木齐与家人失联。茹仙指责中国政府监禁了她的姐姐，此后一直在寻找其下落。2020年，中国外交部发言人证实古丽仙·阿巴斯已于2019年因恐怖主义相关罪名被判20年刑期。2022年，由贾瓦德·米尔（Jawad Mir）导演的纪录片《寻找我的姐姐》讲述了她的这一经历。
茹仙育有三个子女。她的丈夫阿卜杜哈克木·伊德瑞斯（Abdulhakim Idris）也是一位维吾尔人权活动人士，是维吾尔研究中心执行主任、世界维吾尔代表大会前监察长。